# Resolutie 570 Veiligheidsraad Verenigde Naties
Resolutie 570 van de Veiligheidsraad van de Verenigde Naties werd op  12 september 1985 unaniem aangenomen.

## Achtergrond
Platon Dmitriejevitsj Morozov was een Russisch jurist, die de Sovjet-Unie vertegenwoordigde
bij verschillende internationale organisaties. Hij zetelde sinds 6 februari 1970 als rechter bij het
Internationaal Gerechtshof en werd op 6 februari 1979 verkozen voor een tweede ambtstermijn.
Die liep nog tot 5 februari 1988, maar door een sterke achteruitgang van zijn gezondheid moest Morozov
in 1985 zijn ontslag indienen. Het was toen nog maar de tweede keer dat een rechter van het Internationaal
Gerechtshof ontslag nam.

## Inhoud
De Veiligheidsraad:
- Betreurt het ontslag van rechter Platon Dmitriejevitsj Morozov op 23 augustus.
- Merkt op dat een positie bij het Internationaal Gerechtshof is vrijgekomen voor de rest van de ambtstermijn die volgens het Statuut van het Hof moet worden ingevuld.
- Merkt op dat de datum van de verkiezingen om de positie in te vullen moet worden vastgelegd door de Veiligheidsraad.
- Beslist dat de verkiezing zal plaatsvinden op 9 december op een vergadering van de Veiligheidsraad en een vergadering van de Algemene Vergadering tijdens haar veertigste sessie.

## Verwante resoluties
- Resolutie 280 Veiligheidsraad Verenigde Naties
- Resolutie 499 Veiligheidsraad Verenigde Naties
- Resolutie 595 Veiligheidsraad Verenigde Naties
- Resolutie 600 Veiligheidsraad Verenigde Naties

Lijst ·  560 ·  561 ·  562 ·  563 ·  564 ·  565 ·  566 ·  567 ·  568 ·  569 ·  570 ·  571 ·  572 ·  573 ·  574 ·  575 ·  576 ·  577 ·  578 ·  579 ·  580